# Четыре дня Неаполя (фильм)
«Четыре дня Неаполя» (итал. Le quattro giornate di Napoli) — итальянский кинофильм режиссёра Нанни Лоя, вышедший на экраны в 1962 году. Лента рассказывает об одноимённых событиях сентября 1943 года, когда неаполитанский народ поднял восстание против немецких оккупационных войск, и посвящён памяти 12-летнего Дженнаро Капуоццо, погибшего в одном из вооружённых столкновений.

## Сюжет
После того, как Италия заключила перемирие с союзниками, жители Неаполя выходят на улицы, приветствуя окончание войны. Вскоре, однако, власть в городе берут в свои руки немецкие войска, считающие итальянцев предателями. Они устанавливают жёсткий режим: публично расстреливают итальянского военного моряка, вводят осадное положение и комендантский час, выселяют жителей прибрежных районов, издают приказ о принудительных работах. Последней каплей становится рейд, в ходе которого немцы берут в заложники большую группу неаполитанских мужчин. В городе начинаются вооружённые столкновения, быстро перерастающие в полномасштабные уличные бои.

## В ролях
- Раффаэле Барбато — Айелло
- Реджина Бьянки — Кончетта Капуоццо
- Жорж Вильсон — директор колонии для несовершеннолетних
- Джан Мария Волонте — капитан
- Франк Вольф — Сальваторе
- Луиджи де Филиппо — Чичилло
- Альдо Джуффре — Питрелла
- Леа Массари — Мария
- Жан Сорель — моряк
- Франко Спортелли — профессор Розати
- Доменико Формато — Дженнаро Капуоццо
- Шарль Бельмон — Сайлор
- Анна-Мария Ферреро ─ проститутка, которая разговаривает из окна с моряком
- Курт Лоуэнс — Сакау (в титрах не указан)

## Награды и номинации
- 1963 — приз ФИПРЕССИ на Московском кинофестивале.
- 1963 — номинация на премию «Оскар» за лучший фильм на иностранном языке.
- 1963 — попадание в список лучших иностранных фильмов года по версии Национального совета кинокритиков США.
- 1963 — три премии «Серебряная лента»: лучший режиссёр (Нанни Лой), лучший сценарий (Карло Бернари, Паскуале Феста Кампаниле, Массимо Франчоза, Нанни Лой), лучшая актриса второго плана (Реджина Бьянки). Кроме того, лента была номинирована ещё в трёх категориях: лучший актёр второго плана (Джан Мария Волонте), лучшая актриса второго плана (Леа Массари), лучшая музыка (Карло Рустикелли).
- 1964 — номинация на премию «Оскар» за лучший оригинальный сценарий (Карло Бернари, Паскуале Феста Кампаниле, Массимо Франчоза, Нанни Лой, Васко Пратолини).
- 1964 — номинация на премию «Золотой глобус» за лучший иностранный фильм.
- 1964 — номинация на премию BAFTA за лучший фильм.